# Peluda
O Peluda, ou La Velue ("O Peludo") originalmente em francês, é uma besta mítica que aterrorizou os arredores do rio Huisne, na França, durante a Idade Média. É chamado de "The Shaggy Beast (A Besta Peluda) de La Ferté-Bernard" em tradução para o inglês.
A suposta criatura com cabeça de serpente tinha um corpo coberto por uma longa pele verde com espinhos com pontas de veneno salientes. Ele causou inundações (ou cuspiu fogo de sua boca) que destruiu colheitas, devorou gado e humanos e atingiu humanos e animais mortos com sua cauda. Foi derrotado depois que tentou atacar uma donzela chamada l'Agnelle; seu noivo a matou com um golpe de espada na cauda, seu único ponto fraco.

## Nome
O velue (francês, que significa 'peludo/peludo') foi introduzido como "la Peluda", em espanhol, no Livro dos Seres Imaginários de Jorge Luis Borges (1957), e traduzido como "A Besta Peluda de La Ferté-Bernard" ou "The Hairy Beast of La Ferté-Bernard" nas versões em inglês do livro.

## Folclore
De acordo com a tradição, a besta foi excluída da Arca de Noé, mas sobreviveu ao Dilúvio Bíblico.